# Мелианте, Эрнесто
Эрне́сто Мелиа́нте (исп. Ernesto Meliante, р. 31 мая 1888 в департаменте Монтевидео, дата и место смерти неизвестны) — уругвайский футбольный тренер.

## Биография
В 1924 году Мелианте заменил на должности тренера сборной Уругвая Леонардо Де Лукку и руководил командой на чемпионате Южной Америки 1924 года, на котором Уругвай завоевал свой пятый титул. Команда Мелианте выиграла два матча (5:0 у Чили и 3:1 у Парагвая) и, несмотря на нулевую ничью с Аргентиной, Уругвай первенствовал на турнире, поскольку Аргентина потеряла очки с Парагваем.
В 1926 году Мелианте на посту главного тренера сборной Уругвая заменил Андрес Масали.
В марте 1954 года 65-летний Эрнесто Мелианте вошёл в первый состав Исполнительного комитета Ассоциации по восстановлению инвалидов Уругвая (Asociacion pro Recuperación del Invalido).

## Титулы в качестве тренера
- Чемпион Южной Америки (1): 1924